# 피어린 모정
"피어린 모정"은 1964년 공개된 대한민국의 영화이다.

## 배역
- 김지미
- 최무룡
- 김석훈
- 태현실
- 윤인자